# 1998 UR43
1998 UR43, também escrito como 1998 UR43, é um objeto transnetuniano (TNO) que está localizado no cinturão de Kuiper, uma região do Sistema Solar. Este corpo celeste é classificado como um plutino, pois, o mesmo está em uma ressonância orbital de 2:3 com o planeta Netuno. Ele possui uma magnitude absoluta (H) de 8,3 e, tem um diâmetro estimado com cerca de 96 km.

## Descoberta
1998 UR43 foi descoberto no dia 22 de outubro de 1998 pelo astrônomo Marc W. Buie.

## Órbita
A órbita de 1998 UR43 tem uma excentricidade de 0.226 e possui um semieixo maior de 39.748 UA. O seu periélio leva o mesmo a uma distância de 30.776 UA em relação ao Sol e seu afélio a 48.720.